# Athyrium augustum
Athyrium augustum là một loài dương xỉ trong họ Athyriaceae. Loài này được Pr. mô tả khoa học đầu tiên năm 1825.
Danh pháp khoa học của loài này chưa được làm sáng tỏ. 